# Димитра
Димитра (грч. Δήμητρα) је насељено место у општини Зиљахово у периферији Средишња Македонија, Грчка. Према попису из 2021. године било је 217 становника.
Према бугарском географу и историчару, Василу Канчову, у Димитри је 1900. године живело 100 Турака и 60 Рома. Током Балканских ратова село је настрадало и становништво је избегло, тако је после рата било напуштено, док је 1920. имало 73 житеља. Године 1923. насељено је 196 грчких избегличких породица, којих је на попису из 1928. године било 824. Село се раније звало Чепелџе.